# Woman Getting Into Bed
Woman Getting Into Bed (em tradução livre, Mulher indo para a cama) é um filme mudo estadunidense em curta-metragem realizado em 1887, parte do estudo do inventor e fotógrafo britânico Eadweard Muybridge à respeito do movimento dos seres.
Não se trata de um filme como entendemos hoje, mas de uma sequência de fotografias de apenas alguns segundos, dispostas de forma a criar a impressão de movimento.

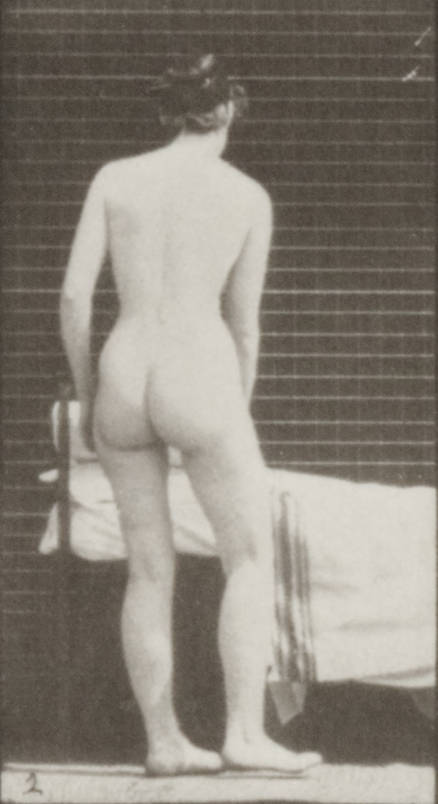
Frame de Woman Getting Into Bed

## Sinopse
Uma moça despida deita-se em uma cama. Como em outras séries de fotografias de Eadweard Muybridge, a modelo aqui está inteiramente nua. O autor alegava que a ausência de roupas e outros adornos tornava a locomoção humana mais fácil de ser estudada.